# Bombtrack
Bombtrack is de single die het album Rage Against the Machine opent. Op de hoes van de single is een portret van Che Guevara te zien. Net als de meeste nummers van de band gaat de tekst over sociale problemen, wat blijkt uit citaten zoals: Landlords and power whores on my people they took turns, dispute the suits I ignite and then watch 'em burn, waar ze mee bedoelen dat machthebbende personen zullen "branden".

## Tracks
1. "Bombtrack"
2. "Bombtrack [Sessie Versie]"
3. "Bombtrack [Live Versie]"